# کالیستو انترتینمنت
کالیستو اینترتینمنت (انگلیسی: Kalisto Entertainment) شرکت بازی ویدئویی فرانسوی است، که در سال ۲۰۰۲ تأسیس شد.